# Marie Joseph Delort
Pour les articles homonymes, voir Général Delort.
 (avril 2019).
Si vous disposez d'ouvrages ou d'articles de référence ou si vous connaissez des sites web de qualité traitant du thème abordé ici, merci de compléter l'article en donnant les références utiles à sa vérifiabilité et en les liant à la section « Notes et références ».
Marie Joseph Delort, né le 28 septembre 1768 à Vic-Fezensac (Gers) et mort le 25 juillet 1846 à Vic-Fezensac, est un général français du Premier Empire.

## Armoiries
| Figure | Blasonnement |
|        | Marie Joseph Raymond Delort (28 septembre 1769 - Vic-Fezensac ✝ 24 juillet 1846 - La Chaussée-Saint-Victor), Colonel du 4e régiment de dragons (1805), Général de brigade (6 août 1811), Général de division (18 février 1814), chevalier de l'Empire (avec dotation en 1808), Baron de l'Empire (lettres patentes du 14 février 1810), Pair de France (3 octobre 1837), Officier (25 prairial an XII), puis Commandant de la Légion d'honneur (14 juin 1813), Écartelé : au I, d'or, à un casque de sable, taré de front, doublé de gueules, grillé d'or, panaché de gueules ; au II du quartier des Barons militaires de l'Empire ; au III, d'azur, à la barre d'argent, ch. d'une étoile du champ; au IV, d'argent, au lion de gueules., |